# St. Apollinaris (Giesdorf)

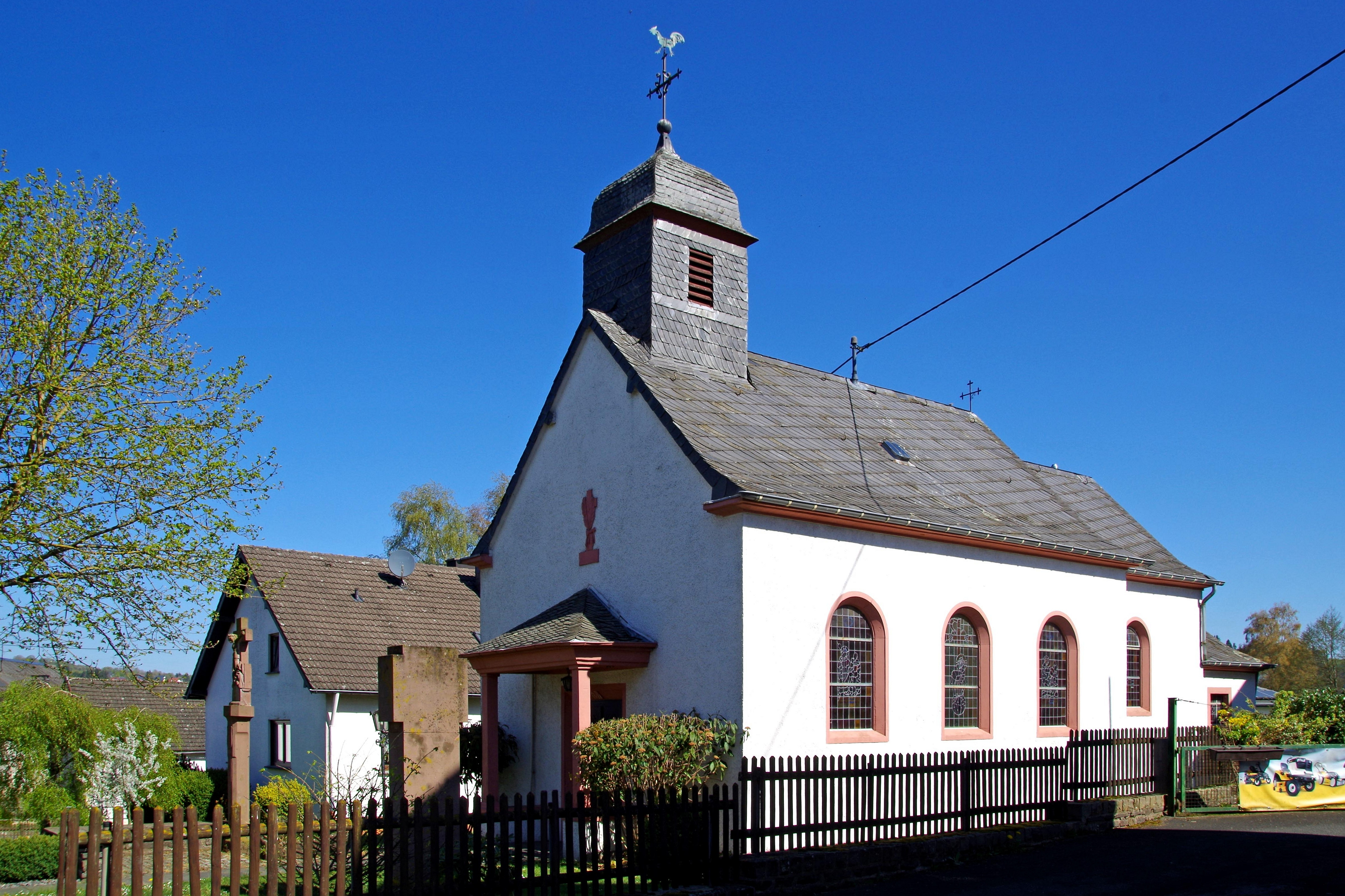
St. Apollinaris (Giesdorf)

Die Kapelle St. Apollinaris ist die römisch-katholische Filialkirche in Giesdorf im Eifelkreis Bitburg-Prüm in Rheinland-Pfalz. Die Kirche gehört zur Pfarrei Rommersheim in der Pfarreiengemeinschaft Prüm im Dekanat St. Willibrord Westeifel im Bistum Trier.

## Geschichte
Von 1933 bis 1935 wurde die erste Giesdorfer Kapelle errichtet, eine einschiffige Kirche mit Dachreiter, flacher Holzdecke und ohne Empore. Sie wurde 1935 zu Ehren des heiligen Apollinaris von Ravenna geweiht.

## Ausstattung
Die Kirche verfügt über einen barocken Säulenaltar mit der Figur des Apollinaris. Der Altar, der in der Pfarrkirche von Wißmannsdorf stand, wurde käuflich erworben. Zwei Steinfiguren (1936 gestiftet) verkörpern die Muttergottes mit Jesuskind und den Apostel Judas Thaddäus.